# Maria Lipka
Maria Lipka z domu Tokarczyk (ur. 7 marca 1910 w Barcicach Dolnych, zm. 24 lipca 2009) – polska nauczycielka i polityk, poseł na Sejm PRL III, IV i V kadencji.

## Życiorys
Córka Piotra i Marii. W latach 20. ukończyła seminarium nauczycielskie w Starym Sączu, w 1937 została wychowawczynią w Uniwersytecie Ludowym w Szycach. Uczestniczyła w tajnym nauczaniu podczas okupacji niemieckiej. W 1952 została kierowniczką Domu Kultury w Szycach, następnie od 1958 do 1965 była kierowniczką Ośrodka Szkoleniowego Kółek Rolniczych dla dziewcząt wiejskich w Szycach. Zasiadała w Radzie Głównej Kół Gospodyń Wiejskich przy Centralnym Zarządzie Kółek Rolniczych w Warszawie.
W 1931 wstąpiła do Związku Młodzieży Wiejskiej RP „Wici”. W 1945 weszła w skład zarządu powiatowego „Wici” w Olkuszu. Członkini Stronnictwa Ludowego od 1945, następnie Zjednoczonego Stronnictwa Ludowego. W latach 50. członek plenum powiatowej komisji wykonawczej ZSL w Olkuszu, w 1953 pełniła funkcję przewodniczącej komisji kobiecej przy wojewódzkim komitecie wykonawczym ZSL w Krakowie, była również członkiem plenum WKW. W 1951 objęła mandat radnej powiatowej rady narodowej w Olkuszu, a następnie PRN w Krakowie, w której od 1961 była przewodniczącą Komisji Oświaty i Kultury. W 1961, 1965 i 1969 uzyskiwała mandat posła na Sejm PRL w okręgu Kraków. W trakcie III kadencji zasiadała w Komisji Oświaty i Nauki, w IV i V w Komisji Kultury i Sztuki. Pełniła funkcję zastępcy przewodniczącego Komisji Pracy i Spraw Socjalnych V kadencji.
Pochowana na krakowskim cmentarzu Rakowickim.

## Odznaczenia
- Krzyż Komandorski Orderu Odrodzenia Polski (2001)[2]
- Krzyż Oficerski Orderu Odrodzenia Polski
- Złoty Krzyż Zasługi
- Srebrny Krzyż Zasługi
- Medal 10-lecia Polski Ludowej
- Odznaka 1000-lecia Państwa Polskiego
- Medal "Za zasługi dla ruchu ludowego" (1984)[3]